# Astoria Boulevard
Astoria Boulevard – stacja początkowa metra nowojorskiego, na linii N i Q. Znajduje się w dzielnicy Queens, w Nowym Jorku i zlokalizowana jest pomiędzy stacjami Astoria – Ditmars Boulevard i 30th Avenue. Została otwarta 19 lipca 1917.